# Израелско-палестински мировни преговори 2013–2014
Израелско-палестински мировни преговори 2013–2014 били су део израелско-палестинског мировног процеса. Директни преговори између Израела и Палестинаца почели су 29. јула 2013. након покушаја државног секретара Сједињених Америчких Држава Џона Керија да поново покрене мировни процес.
Мартин Индик из Института Брукингс у Вашингтону, САД, је именован да надгледа преговоре. Индик је био амерички амбасадор у Израелу и помоћник државног секретара за питања Блиског истока током Клинтонове администрације. Хамас, палестинска влада у Гази, одбацила је Керијеву најаву о покретању мировног процеса, наводећи да палестински председник Махмуд Абас нема легитимитет да преговара у име палестинског народа.
Планирано је да преговори трају до девет месеци како би се постигао коначни статус палестинско-израелског сукоба до средине 2014. Израелски преговарачки тим предводио је ветеран преговарач министар правде Ципи Ливни, док је палестинску делегацију предводио Саеб Ерекат, такође бивши преговарач. Преговори су почели у Вашингтону и требало је да се преселе у хотел Краљ Давид у Јерусалиму и коначно у Хеброн. Постављен је рок за утврђивање широког оквира за споразум до 29. априла 2014. године. По истеку рока, преговори су пропали, а амерички специјални изасланик Индик је наводно приписао кривицу углавном Израелу, док је амерички Стејт департмент инсистирао да ниједна страна није крива, али да су „обе стране урадиле ствари које су биле невероватно некорисне“.